# No Surprises/Running from Demons
No Surprises/Running from Demons ist die vierte EP der Band Radiohead, welche im Dezember 1997 auf dem japanischen Markt veröffentlicht wurde.

## Titelliste
1. No Surprises – 3:49
2. Pearly* – 3:38
3. Melatonin – 2:08
4. Meeting in the Aisle – 3:07
5. Bishop's Robes – 3:23
6. A Reminder – 3:51

Der Remix von Pearly* enthält, im Gegensatz zu der originalen Version (erhältlich auf der Single Paranoid Android und der EP Airbag/How Am I Driving?), eine lautere Gitarre am Anfang, und eine andere Gitarrenlinie am Ende des Songs.
Bishop's Robes ist auch auf der Single "Street Spirit (Fade Out)" enthalten.
Meeting in the Aisle ist ein Instrumentalstück, bei welchem die Programmierung von Zero 7 übernommen wurde.
Das Eröffnungs-Sample in A Reminder ist eine Tonaufnahme der in der Prager Metro befindlichen Durchsageanlage: Finish getting on and getting off; the doors are closing. The next station will be Jiřího z Poděbrad.